# Santiago Maldonado

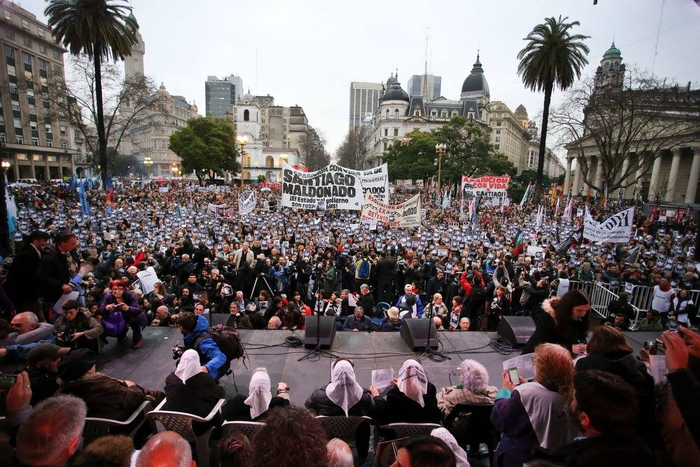
Demonstration für Santiago Maldonado auf der Plaza de Mayo in Buenos Aires.

Santiago Andrés Maldonado (* 25. Juli 1989; † 1. August 2017) war ein argentinischer Menschenrechtsaktivist. Er setzte sich für die Rechte der indigenen Bevölkerungsgruppe der Mapuche in ihrem Kampf gegen den Textil-Konzern Benetton ein. Eine Kommission von 55 Experten stellte am 24. November 2017 fest,  dass Santiago Maldonado im Fluss Chubut nach einer Unterkühlung ertrank. Die unklaren Umstände seines Todes lösten in Argentinien eine politische Krise aus. Am 29. November 2018 schloss der zuständige Richter Gustavo Lleral den Fall. Als Todesursache legte er Ertrinken fest; eine Entführung mit Freiheitsberaubung wurde ausgeschlossen.

## Leben und Tod

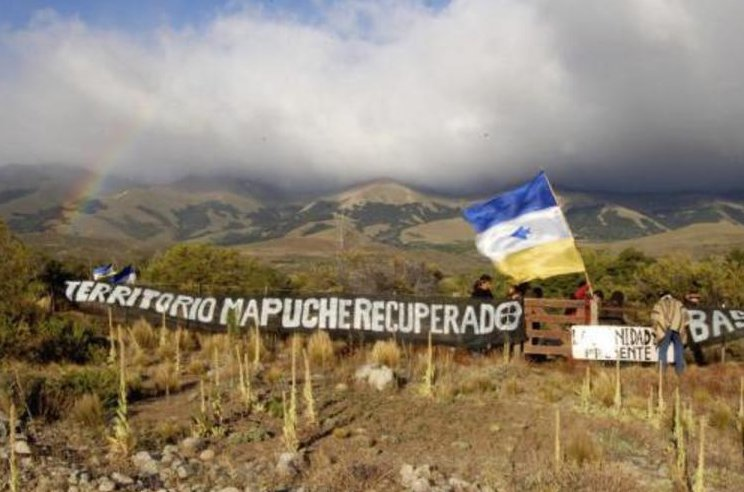
Widerstand gegen die Gebietsaneignungen durch die Benetton Gruppe im Gebiet der Mapuche

Santiago Maldonado stammte aus Buenos Aires und setzte sich in dem seit langem herrschenden Konflikte um Landrechte in Südargentinien für die Rechte der Mapuche ein. Die indigene Volksgruppe beschuldigt die Compañía de Tierras del Sud Argentino, die seit 1991 dem Benetton-Konzern gehört, ihr Land illegal gekauft zu haben. In der Provinz Chubut fordern die Indigenen von dem italienischen Textil-Konzern die Rückgabe von Gebieten, die in ihrer Tradition als heilig gelten. Benetton nutzt das etwa eine Million Hektar große Territorium zur Schafzucht.
Am 1. August 2017 löste die Argentinische Polizei gewaltsam eine Demonstration der Mapuche in der Gemeinde Pu Lof de Resistencia Cushamen auf. Santiago Maldonado hatte an einer Demonstration gegen eine Räumung durch die Polizei teilgenommen. Mehrere Augenzeugen berichteten, dass Maldonado von Polizisten in ein Fahrzeug gesperrt und dann abtransportiert wurde. Seitdem war Maldonado verschwunden.
Am 17. Oktober 2017 wurde der Leichnam von Santiago Maldonado in dem Fluss Rio Chubut in Patagonien gefunden. Mit der Leiche wurden auch der Ausweis und die Jacke Maldonados gefunden. „An einer Stelle, wo jetzt zum vierten Mal gesucht wurde“, sagte die Anwältin der Familie des Opfers. „Ganz offensichtlich ist irgendetwas geschehen, damit dieser Körper jetzt an diesem Ort auftaucht.“ Sie stellte damit den Verdacht in den Raum, dass in diesem Fall manipuliert wurde. Der Flusslauf war zuvor mehrfach von Tauchern abgesucht worden. Der Fall von Santiago Maldonado wurde der Staatsanwaltschaft übergeben. Sie forderte auch eine forensische Untersuchung an. Die Behörden teilten mit, Maldonado sei ertrunken und es gebe keine Anzeichen von Gewalteinwirkung.
Am 21. Oktober 2017 gab der Richter Gustavo Lleral nach einer zwölfstündigen Autopsie mit 55 Experten bekannt, dass der Körper von Maldonado keine Verletzungen aufweise. Der Abschlussbericht der Expertenkommission legte am 24. November 2017 als Todesursache "Ertrinken und Unterkühlung" ohne externe Gewalteinwirkung fest. Nach endgültiger Evaluation der Beweise schloss Richter Lleral den Fall am 29. November 2018. Er legte Ertrinken als Todesursache fest.

## Politischer Hintergrund

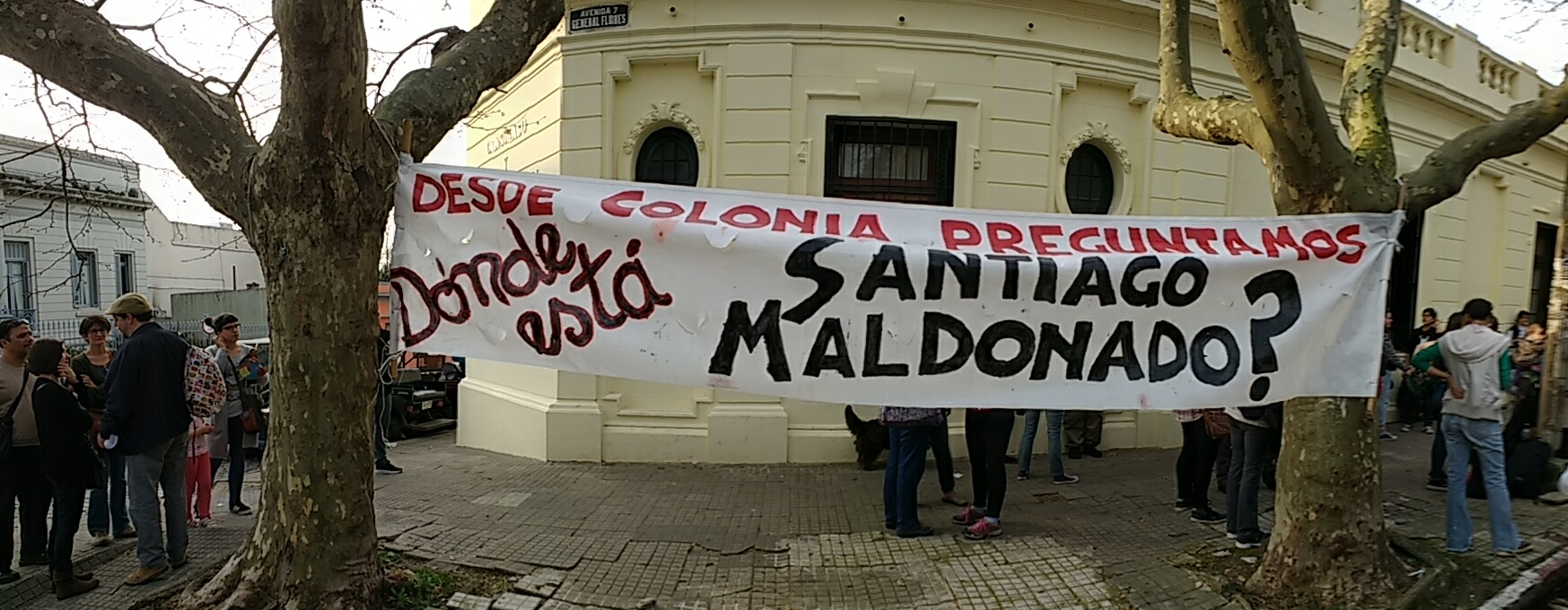
Wo ist Santiago Maldonado? Solidaritäts-Demonstration in Uruguay

Nachdem Maldonado Anfang August 2017 verschwunden war, entstand in Argentinien eine landesweite Debatte über Polizeigewalt. Die Möglichkeit, dass staatliche Behörden den Aktivisten Maldonado willkürlich verschleppt haben könnten oder den Mördern Hilfe geleistet haben, weckte bei vielen Argentiniern die Erinnerung an die grausigen Verbrechen während der argentinischen Diktatur von 1976 bis 1983. In dieser Zeit verschwanden 30.000 Menschen in Argentinien.
Laut der Menschenrechtsorganisation CORREPI verschwanden seit dem Ende der Diktatur 210 Menschen während sie in Polizeigewahrsam waren. Im ganzen Land in Krankenhäusern, an Bus-Stationen, in Fußballstadien und anderen Plätzen tauchten Schilder mit der Aufschrift: „Wo ist Santiago Maldonado? Der Staat ist verantwortlich.“ auf.
Am 22. Oktober 2017 fanden in Argentinien Parlamentswahlen statt. So fiel der Mordfall in den laufenden Wahlkampf in Argentinien 2017. Nach dem Fund der Leiche sagten alle Parteien die letzten Wahlkampfauftritte ab.

### Proteste
Der ungeklärte Tod Santiago Maldonados setzte die Regierung von Präsident Mauricio Macri unter Druck. Die Familie und Menschenrechtsorganisationen machten die Grenzpolizei für das Verschwinden des Aktivisten verantwortlich. Im September und Oktober 2017 wurden landesweit zahlreiche Solidaritätskundgebungen für Maldonado und gegen die Gewalt der Sicherheitsbehörden organisiert. Mitte August 2017 demonstrierten zehntausende Menschen auf der Plaza de Mayo in Buenos Aires gegen Maldonados Verschwinden und machten die Regierung von Mauricio Macri dafür mitverantwortlich. Die etwa 10.000 Demonstranten verlangten auch den Rücktritt der Ministerin Patricia Bullrich, die zu dem Zeitpunkt für die Polizei Argentiniens zuständig war. Die Demonstranten riefen: „Santiago wurde von der Polizei getötet.“